# Anglais de Californie
Le Californian English (ou l'anglais californien) désigne collectivement les variétés de l'anglais américain propres à la Californie. Alors que la Californie est devenue l'un des États les plus ethniquement diversifiés des États-Unis, les anglophones issus d'horizons très variés ont commencé à adopter différents éléments linguistiques les uns des autres et en ont également développé de nouveaux ; le résultat est à la fois une divergence et une convergence au sein de l'anglais californien. Cependant, les linguistes qui ont étudié l'anglais avant et immédiatement après la Seconde Guerre mondiale ont tendance à trouver peu, voire aucun, schéma unique à la Californie, et même aujourd'hui, la plupart des anglophones californiens présentent encore un accent américain général ou occidental.

## Accent

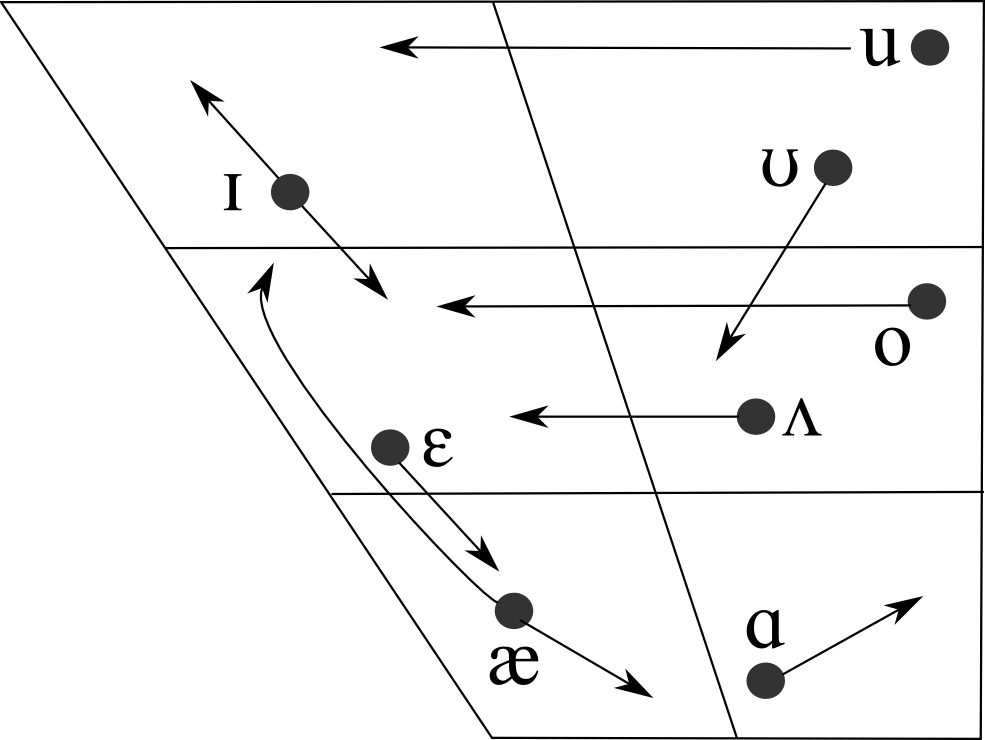
Évolution de l'accent californien par rapport au General American accent.

En raison de l'avancement du son dans la voie buccale, beaucoup de voyelles évoluent vers ɛ ; ainsi bit, kit, duck, crust, what etc. se prononcent bet, ket, deck, crest, wet.
D'autres évolutions : kettle > cattle et de manière moindre : rude > reed, book > buck.

## Autoroutes
Dans le Grand Los Angeles, l'Inland Empire, la vallée de Coachella et San Diego, les autoroutes sont souvent désignées par leur nom ou par leur numéro de route, mais avec l'ajout de l article défini « la », comme « la 405 Nord », « la 99 » ou « la 605 (autoroute) ».  En revanche, l'usage typique du nord de la Californie omet l'article défini, comme dans les autres dialectes de l'anglais,,. Lorsque les autoroutes du sud de la Californie ont été construites dans les années 1940 et au début des années 1950, l'usage courant local était principalement le nom de l'autoroute précédé de l'article défini, comme « l'autoroute d'Hollywood ».  Il a fallu plusieurs décennies aux habitants du sud de la Californie pour commencer à désigner couramment les autoroutes par des désignations numériques, mais l'usage de l'article défini a persisté. Par exemple, il a évolué vers « l'autoroute 605 » puis a été raccourci en « la 605 ».